# Wohn- und Wirtschaftsgebäude Falkenberger Landstraße 43
Das Wohn- und Wirtschaftsgebäude Falkenberger Landstraße 43 in der niedersächsischen Gemeinde Lilienthal im Landkreis Osterholz stammt aus der Mitte des 19. Jahrhunderts.
Aktuell (2025) wird es zum Wohnen und durch die Christus-Gemeinde genutzt.
Das Gebäude steht unter Denkmalschutz (siehe auch Liste der Baudenkmale in Lilienthal).

## Geschichte und Beschreibung
Lilienthal geht auf die Gründung des Klosters Lilienthal im 13. Jahrhundert zurück.
Das eingeschossige traufständige Gebäude als Vierständer-Hallenhaus in Fachwerk mit rot gestrichenen Steinausfachungen und mit ziegelgedecktem Krüppelwalmdach mit späteren Schleppgauben wurde 1860 (Inschrift) gebaut.
Das Landesdenkmalamt befand u. a.: „… typisches Hallenhaus in Vierständerkonstruktion …“